# Gian Singh
Gian Sehrawat Singh (ur. 2 lipca 1959) – indyjski zapaśnik walczący w obu stylach. Olimpijczyk z Los Angeles 1984, gdzie zajął piąte miejsce w kategorii 62 kg w stylu wolnym. Czwarty na igrzyskach azjatyckich w 1982 i piąty w 1986. Brązowy medalista mistrzostw Azji w 1979, 1981 i 1987 roku.
- Turniej w Los Angeles 1984

Pokonał Brytyjczyka Marka Dunbara, a przegrał z Australijczykiem Crisem Brownem i dwukrotnie z Amerykaninem Randym Lewisem.